# Крістіан Мартінес
Крістіан Мартінес (кат. Cristian Martínez; нар. 16 жовтня 1989, Андорра-ла-Велья, Андорра) — андоррський футболіст, нападник. Наразі виступає за клуб «Інтер» та національну збірну Андорри.

## Кар'єра
Професійну кар'єру футболіста розпочав у 2009 виступами за команду «Андорра», в якій провів чотири сезони, але не провів жодного матчу в складі клубу.
Сезон 2013/14 грав за клуб «Лузітанос», у складі якого провів 18 матчів та забив дев'ять голів.
З 2014 по 2016 виступав у складі клубу «Санта-Коломи».
Влітку 2016 повернувся до команди «Андорра» за яку відіграв 95 матчів та забив 33 голи. З 2019 на правах оренди захищає кольори клубу «Інтер» (Ескальдес-Енгордань).

## Виступи за збірну
З 2009 виступає в складі національної збірної Андорри. Провів 67 матчів, у яких забив п'ять голів.

## Досягнення
- Чемпіон Андорри (4):

Санта-Колома: 2014-15, 2015-16
Інтер (Ескальдес-Енгордань): 2019-20, 2020-21
- Володар Суперкубка Андорри (3):

Лузітанос: 2013
Санта-Колома: 2015
Інтер (Ескальдес-Енгордань): 2020
- Володар Кубка Андорри (1):

Інтер (Ескальдес-Енгордань): 2020
- Найкращий бомбардир чемпіонату Андорри — 2015.